# خط ۱ متروی تهران
خط ۱ مترو تهران، یک خط درون‌شهری به طول ۳۷٫۵ کیلومتر کیلومتر با ۲۹ ایستگاه است که ایستگاه مترو تجریش در آغاز خیابان شریعتی را به ایستگاه مترو کهریزک در گوشه جنوب غربی بهشت زهرا می‌رساند.
این خط در ایستگاه مترو شهید صدر با خط ۱۰، در ایستگاه مترو شهید حقانی با انشعاب دوم خط ۱ و خط ۹، در ایستگاه مترو مصلای امام خمینی با خط ۸، در ایستگاه ایستگاه متروی شهید بهشتی با خط ۳، در ایستگاه مترو شهدای هفت تیر با خط ۶، در ایستگاه مترو دروازه دولت با خط ۴، در ایستگاه متروی امام خمینی با خط ۲ و در ایستگاه مترو میدان محمدیه با خط ۷ ، در ایستگاه مترو پایانه جنوب با خط ۸، در ایستگاه مترو جوانمرد قصاب با خط ۱۱ تقاطع و در ایستگاه مترو شاهد-باقرشهر با انشعاب اول خط ۱ تبادل دارد.

## ایستگاه‌ها[۳]
| شماره | کد ایستگاه | نام ایستگاه         | تقاطع با مترو         | تقاطع با بی‌آرتی | آدرس                                            | شروع به‌کار |
| ----- | ---------- | ------------------- | --------------------- | --------------- | ----------------------------------------------- | ---------- |
| ۱     | Y1         | زعفرانیه            |                       | BRT 7           | سه‌راه زعفرانیه                                  |            |
| ۲     | X1         | تجریش               |                       |                 | میدان قدس                                       | ۱۳۹۰       |
| ۳     | W1         | قیطریه              |                       |                 | خیابان شریعتی، قبل از پل رومی                   | ۱۳۸۸       |
| ۴     | V1         | شهید صدر            |                       |                 | تقاطع بزرگراه صدر و خیابان شریعتی               | ۱۳۸۹       |
| ۵     | U1         | قلهک                |                       |                 | خیابان شریعتی، بالاتر از دوراهی قلهک            | ۱۳۸۸       |
| ۶     | T1         | دکتر شریعتی         |                       |                 | خیابان شریعتی، پایین‌تر از ظفر                   | ۱۳۸۸       |
| ۷     | S1         | میرداماد            |                       |                 | بلوار میرداماد، جنب ساختمان بانک مرکزی          | ۱۳۸۰       |
| ۸     | R1         | شهید حقانی          | انشعاب دوم خط ۱ و ۹ 9 |                 | بزرگراه حقانی، جنب بوستان طالقانی               | ۱۳۸۰       |
| ۹     | Q1         | شهید همت            |                       |                 | بزرگراه همت، ضلع شمالی سازمان تبلیغات اسلامی    | ۱۳۸۶       |
| ۱۰    | P1         | مصلی امام خمینی     | ۸ 8                   | BRT 5           | بزرگراه سلیمانی، ضلع شمالی مصلی                 | ۱۳۸۰       |
| ۱۱    | O1         | شهید بهشتی          |                       |                 | تقاطع خیابان‌های بهشتی و مفتح، ضلع جنوبی مصلی    | ۱۳۸۰       |
| ۱۲    | N1         | شهید مفتح           |                       |                 | تقاطع خیابان‌های مطهری و مفتح                    | ۱۳۸۰       |
| ۱۳    | M1         | شهدای هفتم تیر      |                       |                 | میدان هفت تیر                                   | ۱۳۸۰       |
| ۱۴    | L1         | طالقانی             |                       |                 | چهارراه طالقانی، جنب سفارت سابق آمریکا          | ۱۳۸۰       |
| ۱۵    | K1         | دروازه دولت         |                       | BRT 1           | تقاطع خیابان‌های انقلاب، مفتح و سعدی             | ۱۳۸۰       |
| ۱۶    | J1         | سعدی                |                       |                 | خیابان سعدی، چهارراه مخبرالدوله                 | ۱۳۸۰       |
| ۱۷    | I1         | امام خمینی          |                       |                 | میدان امام خمینی (توپخانه)                      | ۱۳۸۰       |
| ۱۸    | H1         | پانزده خرداد        |                       |                 | چهارراه گلوبندک                                 | ۱۳۸۰       |
| ۱۹    | G1         | خیام                |                       |                 | خیابان خیام، نرسیده به امامزاده ناصرالدین       | ۱۳۸۰       |
| ۲۰    | F1         | میدان محمدیه        |                       | BRT 2           | میدان محمدیه                                    | ۱۳۸۰       |
| ۲۱    | E1         | شوش                 |                       |                 | تقاطع خیابان‌های شوش و خیام                      | ۱۳۸۰       |
| ۲۲    | D1         | پایانه جنوب         | ۸ 8                   | BRT 4 و BRT 8   | ضلع غربی پایانه جنوب                            | ۱۳۸۰       |
| ۲۳    | C1         | شهید بخارایی        |                       |                 | خزانه، تقاطع خیابان‌های همدانی و بذرپاش          | ۱۳۸۰       |
| ۲۴    | B1         | علی‌آباد             |                       |                 | بلوار دستواره، خیابان ابریشم                    | ۱۳۸۰       |
| ۲۵    | A1         | جوانمرد قصاب        |                       | BRT 9           | بلوار دستواره، بین میدان های مادر و نماز        | ۱۳۸۱       |
| ۲۶    | A1-1       | شهرری               |                       |                 | خیابان فرمانداری شهرری، نرسیده به خیابان توحید  | ۱۳۸۱       |
| ۲۷    | A1-3       | پالایشگاه           |                       |                 | جاده قدیم تهران-قم، سه راه پالایشگاه            | ۱۳۸۴       |
| ۲۸    | A1-5       | شاهد - باقرشهر      | انشعاب اول خط ۱       |                 | بزرگراه علامه عسگری، روبروی درب شمالی بهشت زهرا | ۱۳۸۶       |
| ۲۹    | A1-6       | حرم مطهر امام خمینی |                       |                 | بهشت زهرا، ضلع شرقی مرقد امام خمینی             | ۱۳۸۲       |
| ۳۰    | A1-7       | کهریزک              |                       |                 | جاده قدیم تهران-قم، نرسیده به کهریزک            | ۱۳۹۰       |

## توسعه

### توسعه شمالی
قرار است خط ۱ متروی تهران از سمت شمال از ایستگاه تجریش تا ایستگاه زعفرانیه واقع در خیابان ولیعصر، سه راه زعفرانیه ادامه پیدا کند.

### انشعاب اول خط ۱ (خط شهر پرند)
این انشعاب که مدتی خط هشت نامگذاری شده بود از ایستگاه شاهد-باقرشهر آغاز و در ایستگاه شهر پرند به پایان می‌رسد. بخش اول این انشعاب در ۳۰ فروردین ۱۳۹۵ با افتتاح مسیر ایستگاه شاهد-باقرشهر تا ایستگاه شهر آفتاب به بهره‌برداری رسید؛ همچنین در ادامه بخش دوم از ایستگاه شهرآفتاب تا ایستگاه شهر فرودگاهی امام خمینی در ۱۶ مرداد ۱۳۹۶ افتتاح شده است. بخش سوم این مسیر از ایستگاه شهر فرودگاهی امام خمینی تا ایستگاه شهر پرند در ۹ آذر سال ۱۴۰۲ به بهره‌برداری رسید.

### انشعاب دوم خط ۱ (خط ظفر)
این انشعاب که برای ۱۴۲۰ متروی تهران پیش‌بینی شده از ایستگاه متروی حقانی در تقاطع خط ۱ و خط ۹ آغاز و بعد از گذشتن از ایستگاه متروی مدرس به ایستگاه متروی ظفر می‌رسد.

## نگارخانه

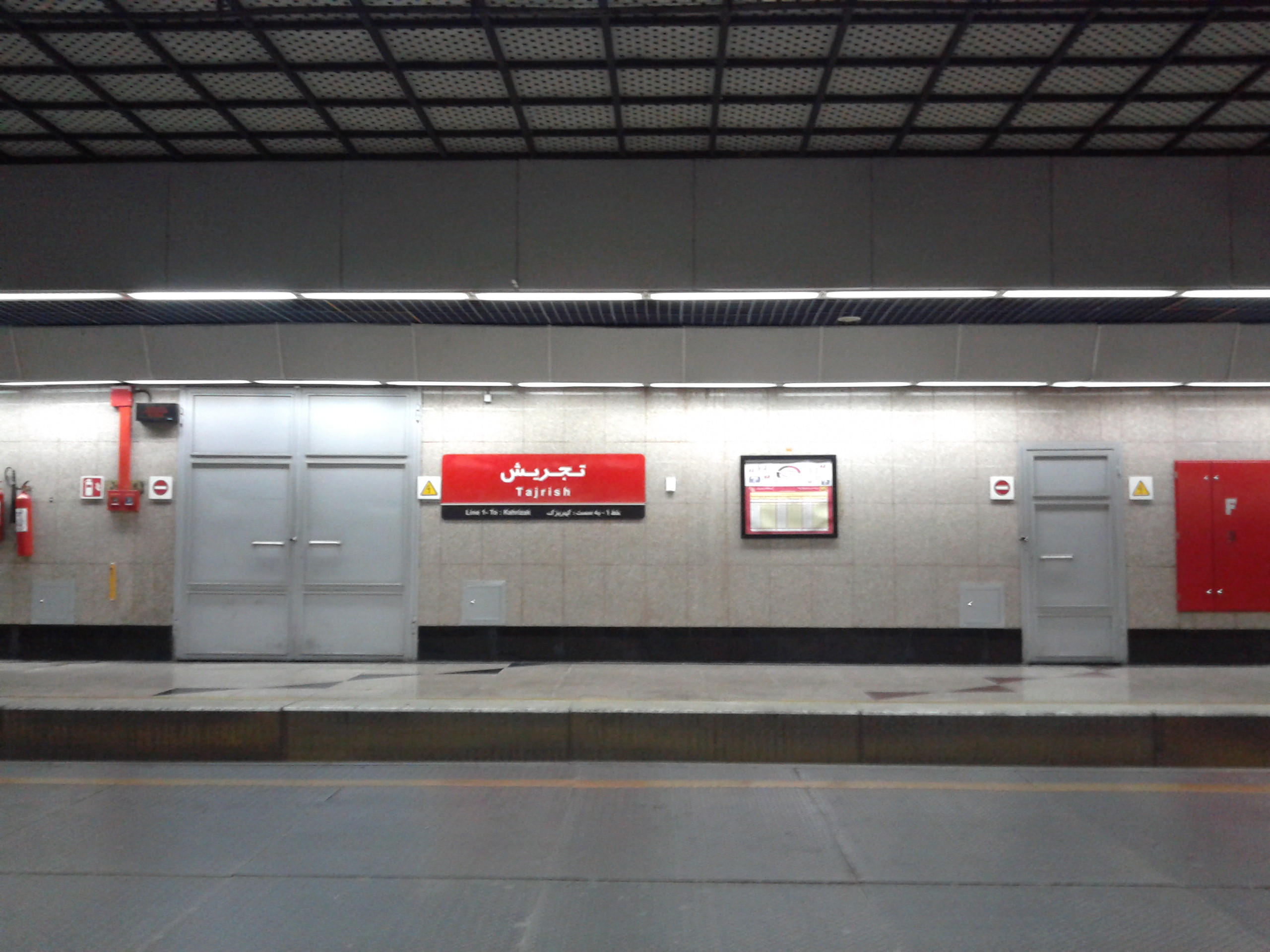
تجریش
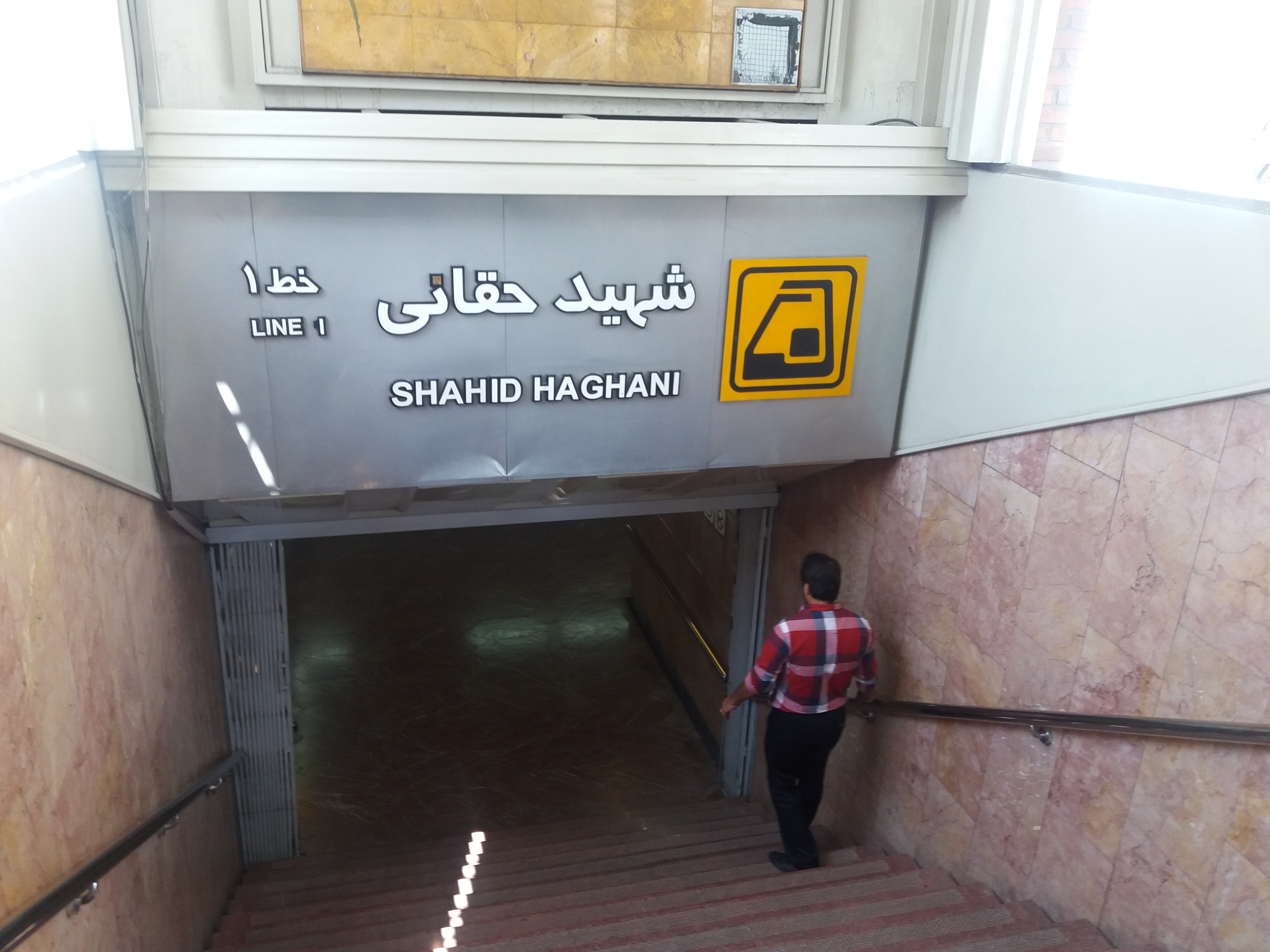
شهید حقانی
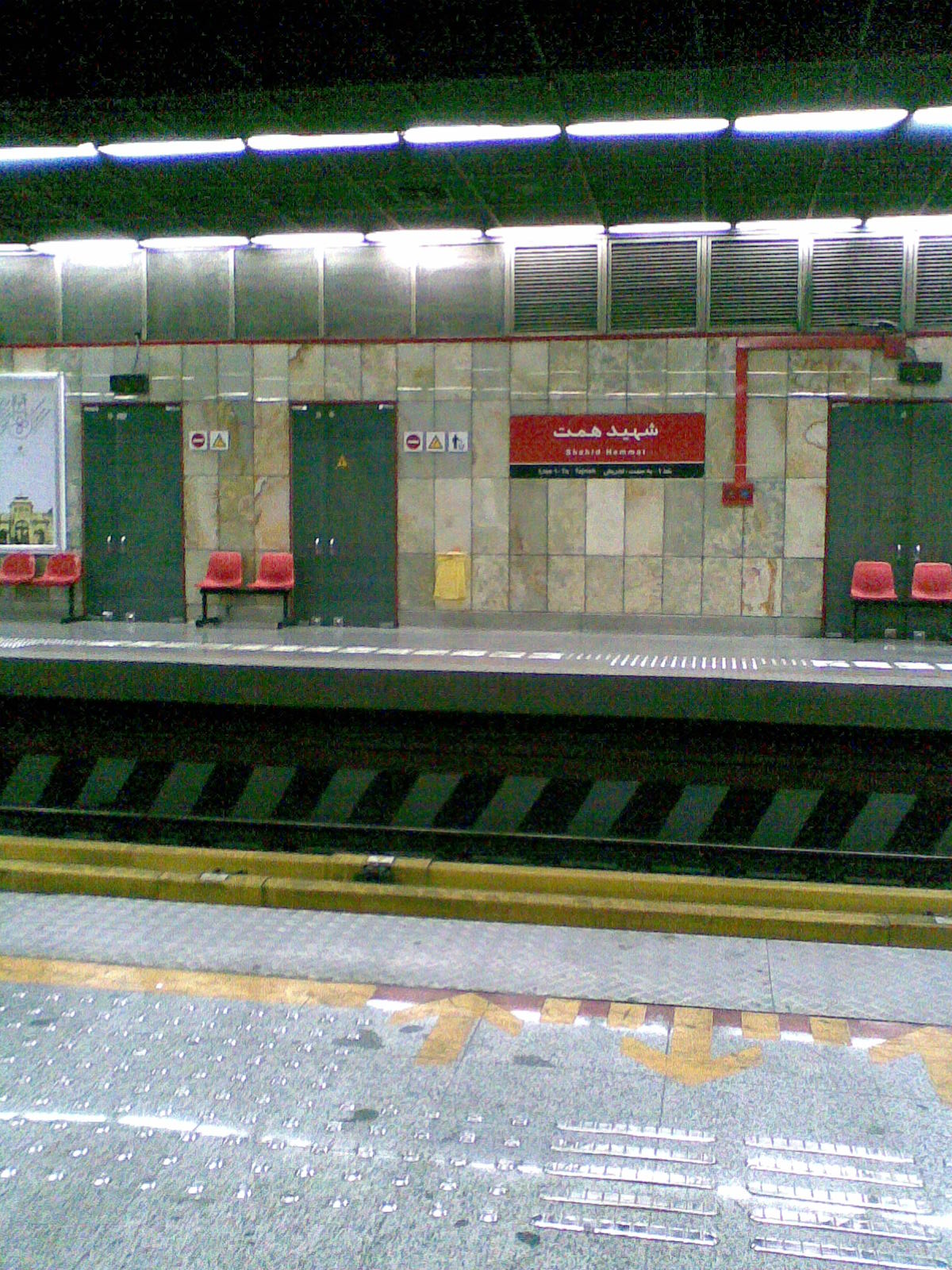
شهید همت
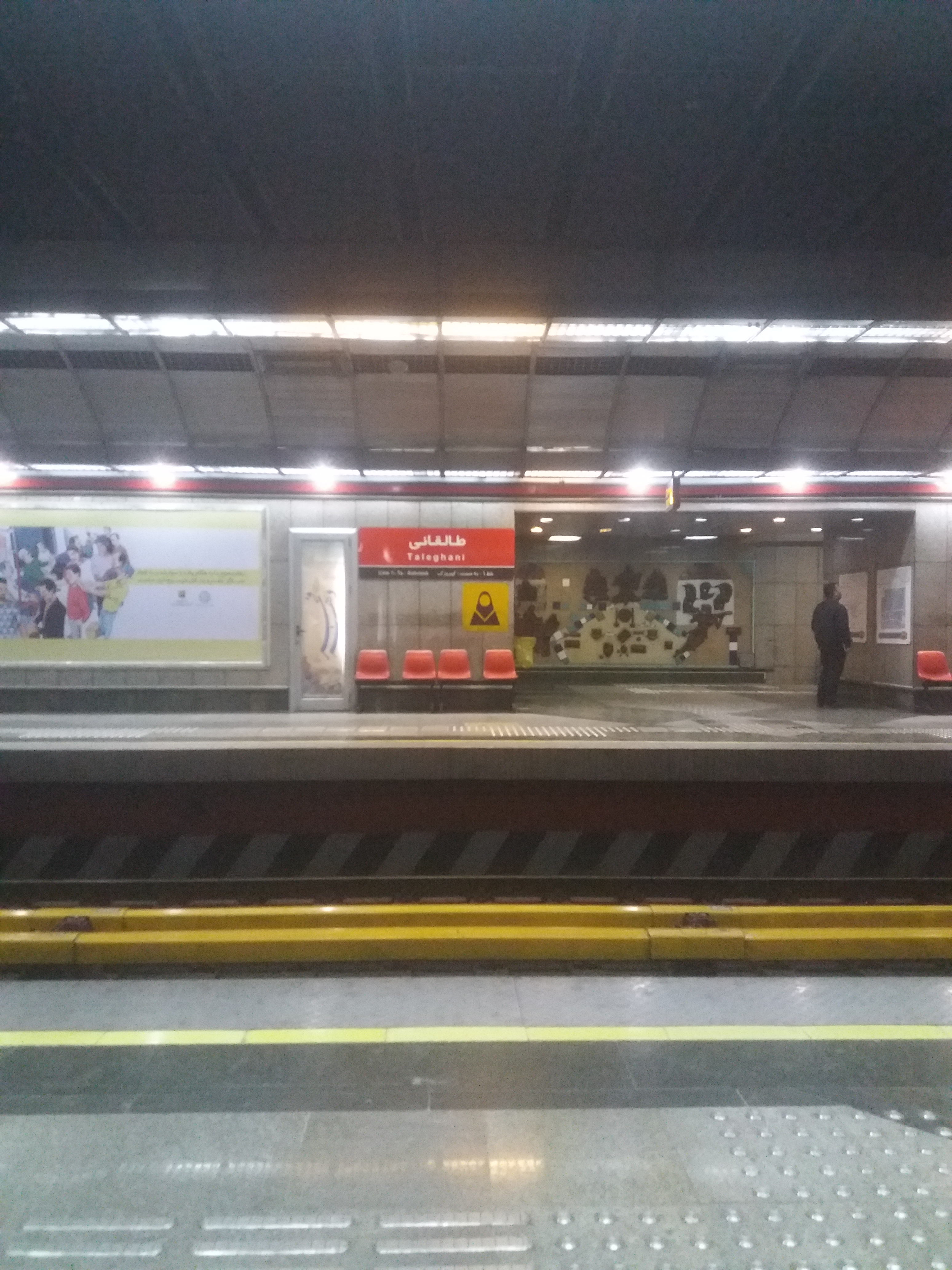
طالقانی
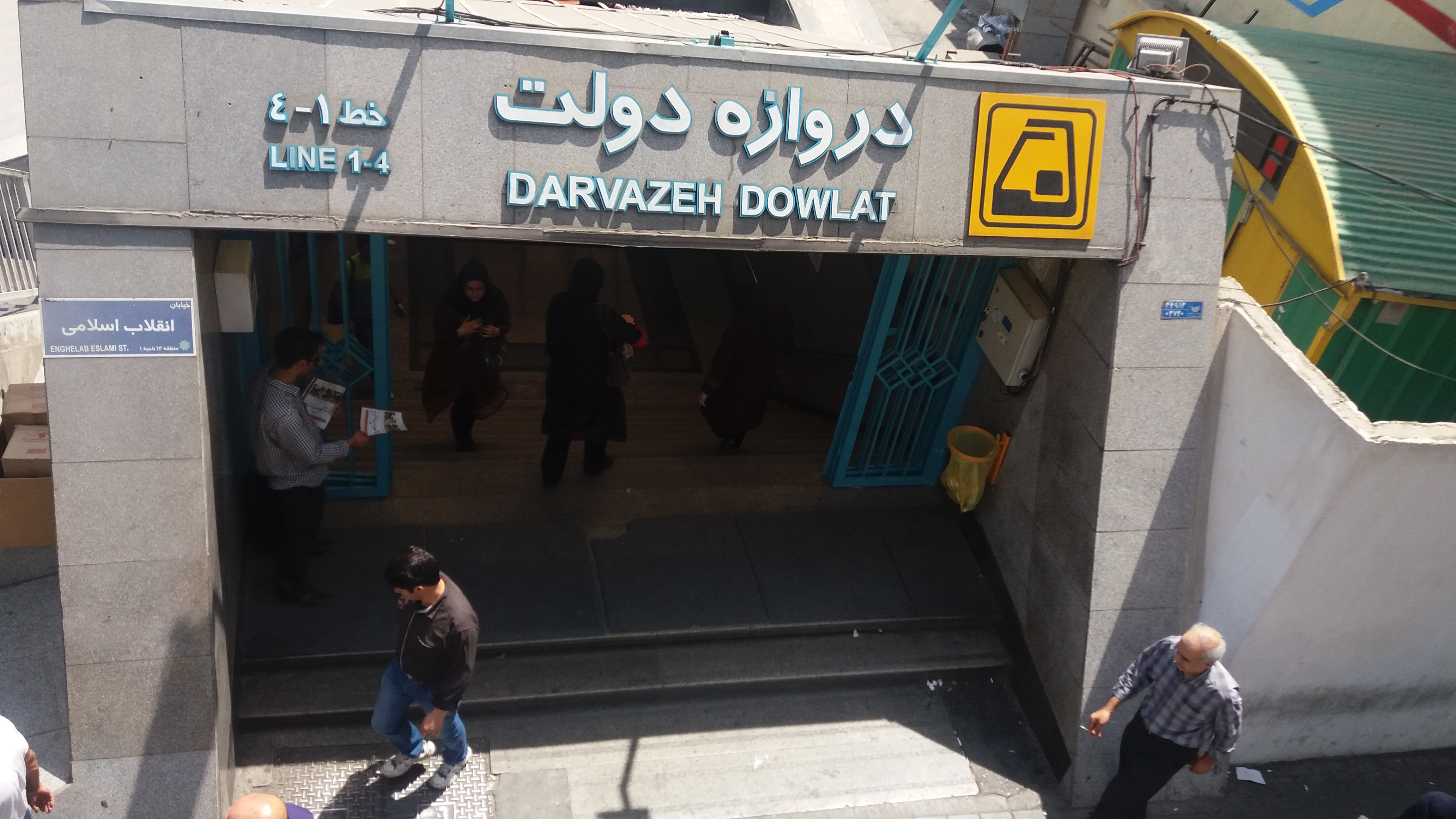
دروازه دولت
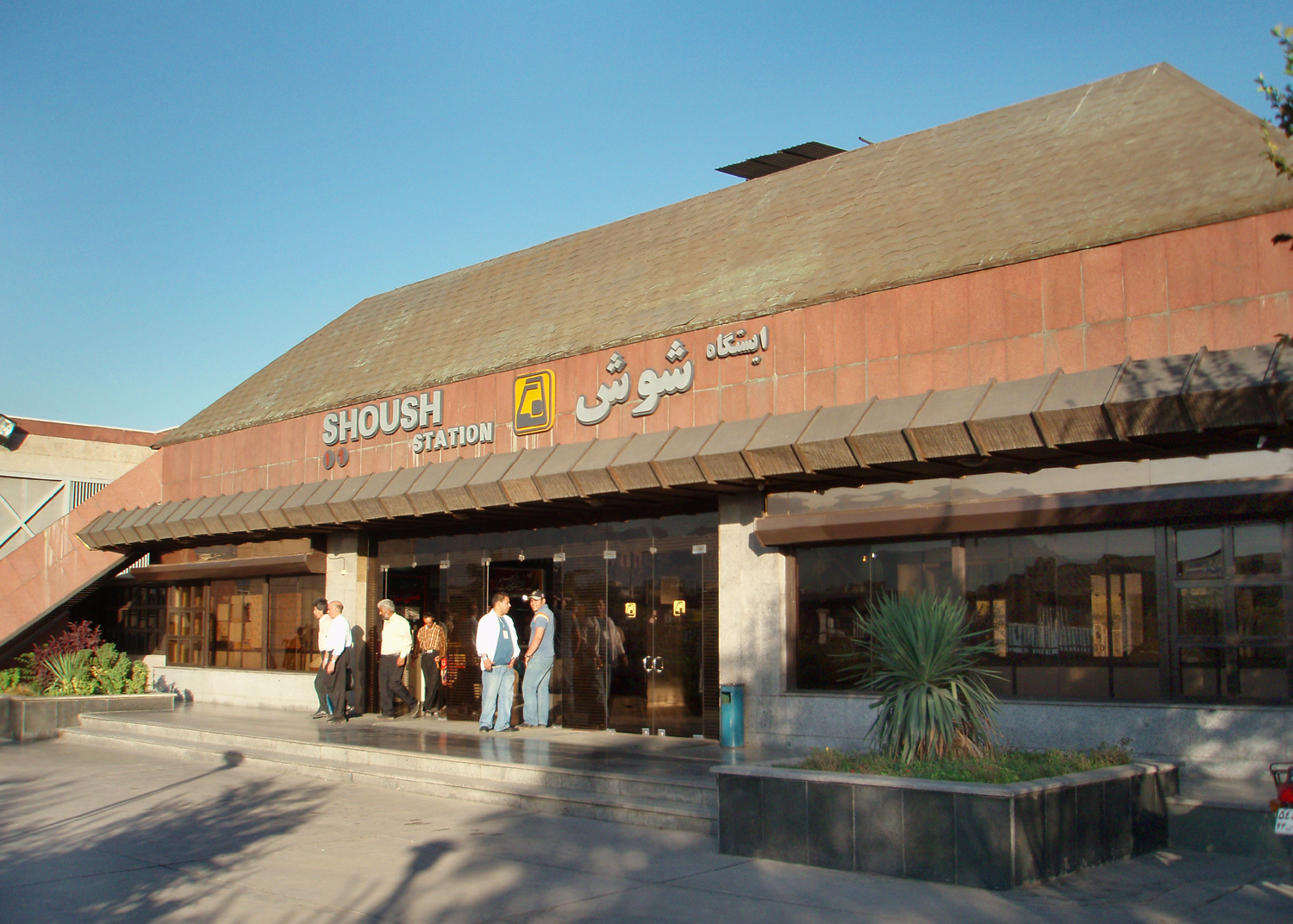
شوش
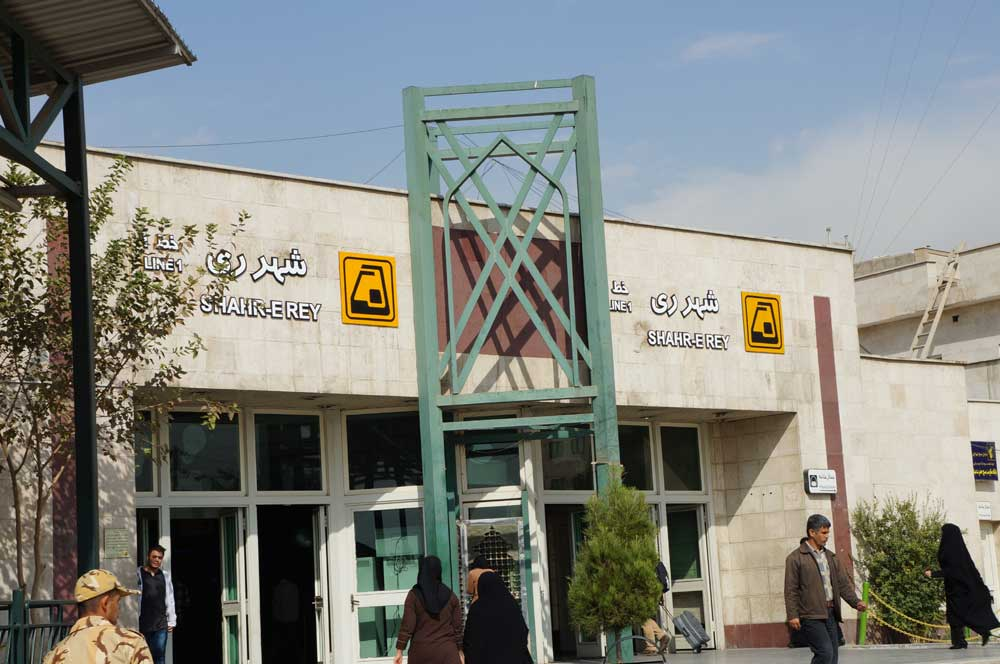
شهرری